# Mileva Einstein
Pour les articles homonymes, voir Einstein et Marić.
Mileva Marić-Einstein ou Mileva Marić (en cyrillique serbe : Милева Марић), née le 19 décembre 1875 à Titel, Serbie et morte le 4 août 1948 à Zurich, est une physicienne d'origine serbe. Elle fut la camarade d’études d’Albert Einstein, puis sa première épouse. Depuis les années 1980, il existe un débat concernant sa participation à la plupart des travaux scientifiques de son mari.

## Biographie
Mileva Marić naît le 19 décembre 1875 à Titel en Voïvodine, province hongroise de l'Autriche-Hongrie de l'époque, actuellement la Serbie. Elle est l'aînée de trois enfants. Ses parents sont des propriétaires terriens serbes assez aisés — et non des paysans comme indiqué dans certaines biographies, de religion orthodoxe. Peu après la naissance de Mileva, son père quitte son poste dans l’armée pour travailler au tribunal de Ruma puis d'Agram (le nom austro-hongrois de Zagreb, aujourd'hui en Croatie).
Elle intègre le lycée pour filles à Novi Sad en 1886, où elle étudie deux ans. En 1888, elle change de lycée pour celui de Mitrovica près de Ruma, une école équipée de laboratoires de chimie et de physique. C'est dans cette école que l'intérêt de Mileva Marić pour la physique et les mathématiques peut s'exprimer pleinement.
Elle termine l’école en 1890 avec d’excellentes notes en mathématiques et physique. Ensuite, elle intègre l’école royale d'Agram où elle a le droit de suivre les cours de physique qui, à l’époque, étaient réservés aux garçons.
Durant l'été 1896, Mileva Marić quitte son pays et poursuit des études de médecine à l’Université de Zurich. Dès l'hiver de la même année, elle commence des études de mathématiques et de physique à l’École polytechnique fédérale de Zurich (EPFZ), une des premières écoles germanophones à accorder des diplômes aux femmes. Elle est la seule femme dans sa classe, et seulement la cinquième dans toute l'histoire de l’EPFZ.  Pendant les travaux pratiques de physique, Mileva Marić rencontre Albert Einstein.
Elle quitte l'EPFZ pour étudier à Heidelberg (Allemagne) en 1897. Ses sujets d'études sont alors la théorie des nombres, la mécanique analytique, les calculs différentiel et intégral, les fonctions elliptiques, la théorie de la chaleur et l'électrodynamique. L'année suivante, elle retourne à Zurich où elle commence une collaboration intense et productive avec Albert Einstein, Marcel Grossmann et Michele Besso. La théorie de la relativité commence à prendre forme. 
Mileva se trouve enceinte en 1901 pour la première fois et échoue à obtenir son diplôme. Elle quitte alors l'École polytechnique sans diplôme en 1901. Elle interrompt ses études doctorales.
Sa fille Lieserl naît en Serbie, en janvier 1902. Lieserl est le premier enfant de Mileva et Albert. Cette fille aurait été adoptée ou serait décédée très jeune (faits non établis clairement), selon Estelle Asmodelle (en). La suite de cette naissance est le mariage avec Albert Einstein le 6 janvier 1903. Les parents d'Einstein, qui ont toujours manifesté du mépris envers Mileva, n'acceptent pas cette union. Le mariage a lieu à Berne, en présence de deux témoins.
Leur second enfant, Hans Albert, naît le 14 mai 1904. Le troisième enfant du couple, Eduard Tete, naît le 28 juillet 1910. Il sera le dernier de la famille.
Mileva et Albert se séparent entre 1913 et 1914. Elle reste à Zurich avec leurs deux enfants, Albert reçoit un nouveau poste de recherche à Berlin. Leur divorce est prononcé en 1919 et ils décident que l’argent d’un éventuel prix Nobel sera attribué à Mileva Marić. Ce prix Nobel de physique sera attribué à Albert en 1921, la totalité de ce prix étant utilisée pour traiter la schizophrénie de leur fils Eduard.
Mileva Marić meurt à Zurich, le 4 août 1948, à l'âge de 72 ans.

## Son rôle

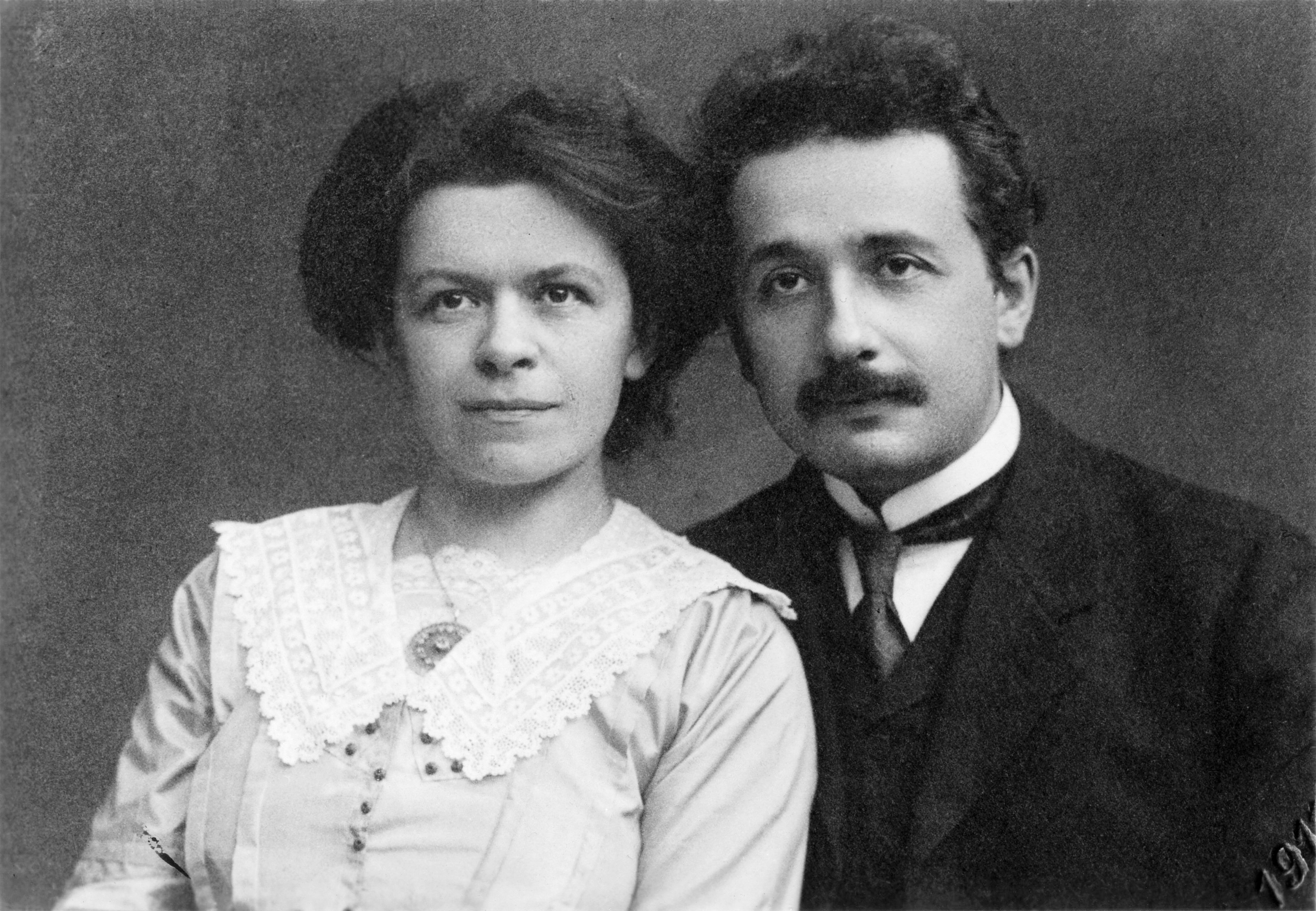
Mileva Marić et Albert Einstein en 1912.

Le débat sur la contribution et le rôle de Mileva Marić dans les travaux de son mari a été relancé dans les années 1980 lors de la publication des lettres échangées entre Albert Einstein et elle, et resurgit régulièrement,,,. Le contenu de ces lettres n'était pas uniquement personnel et sentimental, mais portait également sur la physique et sur leurs travaux scientifiques respectifs.
La mauvaise conservation des documents de Mileva (contrairement à ceux d'Albert) rend difficiles les tentatives de connaître la vérité. De ce fait, beaucoup de documents décrivent les travaux et la vie d'Albert Einstein, alors que du côté de sa femme, ils sont très rares.
Des biographes d'Einstein estiment qu'on peut trancher la question par l'argument suivant : Albert Einstein fut aussi prolifique à l'époque de son mariage qu'après son divorce d'avec Mileva, alors que Mileva n'a publié aucun article de physique important après le divorce. Toutefois, il faut tenir compte de la situation familiale et professionnelle difficile de Mileva, qui n'est pas comparable à celle de son ancien époux.  
En 2019, la physicienne et écrivaine Gabriella Greison (it) a demandé à l'ETH Zurich de décerner un diplôme à titre posthume à Mileva Maric, après quatre mois de discussions, l'université n'a pas jugé la requête pertinente. En 2022, Greison répète la même question, grâce au changement à la tête du rectorat de l'ETH, avec en plus une attribution de diplôme posthume aux quelques autres femmes avant Mileva qui n'ont pas obtenu de diplôme.
En 2019, l'ouvrage d'Allen Esterson et David C. Cassidy analysant toutes les sources disponibles concernant cette question conclut qu'une contribution scientifique significative de Mileva aux publications d'Einstein est plus qu'improbable, mais encore que les affirmations contraires se fondent sur des suppositions, des hypothèses peu plausibles et des déformations des sources existantes.

### Trois œuvres souvent citées
Ce débat est dominé par les experts anglophones ou germanophones. Les renseignements provenant de sources en russe, des documents de famille du côté de Marić et des archives de l’Europe de l’Est, dont la Serbie, sont difficiles à interpréter, au contraire des documents concernant Albert Einstein, qui vivait en Europe centrale et aux États-Unis.
- Collected Papers of Albert Einstein (1987), écrit par le physicien J. Stachel. Ce livre contient des lettres d’Albert Einstein et quelques-unes de sa femme. Le livre met au jour de nouveaux détails concernant la vie du jeune Einstein ;
- Monographie de Mileva Marić (1969, en serbe, 1982, en allemand), écrit par la physicienne et mathématicienne Desanka Trbuhovic-Gjuric. Celle-ci a fait des recherches dans des documents russes et a contacté la famille, des physiciens, des amis qui connaissaient Mileva Marić ;
- Neizbezhnost strannogo mira (1962), écrit par D. S. Danin. Un livre sur « l’histoire de la physique atomique », disant que les originaux des trois fameux articles publiés en 1905 ont été signés par Einstein-Marity. L'affirmation n'est pas sourcée, et semble se baser faussement sur un texte de 1955 du physicien russe Abram Ioffé (ou Ioffe) qui évoque en réalité un physicien nommé Einstein-Marity et ne déclare pas avoir vu les manuscrits originaux[20].

### Émission
- [(fr) Cherchez la femme ! (19/30) Mileva Einstein - Albert Einstein (page consultée le 17 janvier 2023)], série en stop motion de Julie Gavras (2021), Arte, durée 0 h 4.